# 신부의 아버지 (1991년 영화)
《신부의 아버지》(Father Of The Bride)는 미국에서 제작된 찰스 샤이어 감독의 1991년 가족, 코미디 영화이다. 스티브 마틴 등이 주연으로 출연하였고 낸시 마이어스 등이 제작에 참여하였다.

## 출연

### 주연
- 스티브 마틴

### 조연
- 다이안 키튼
- 킴벌리 윌리엄스
- 조지 뉴번
- 키에란 컬킨
- B.D. 웡
- 마틴 숏

## 기타
- 공동제작: 신디 윌리엄스
- 협력프로듀서: 브루스 A. 블록
- 미술: 샌디 베네지아노
- 의상: 수잔 베커
- 배역: 도나 아이삭슨